# Vampyros Lesbos
Vampyros Lesbos är en erotisk skräckfilm/vampyrfilm från 1971, regisserad av Jess Franco. Huvudrollerna spelas av Soledad Miranda, Ewa Strömberg och Dennis Price.
Filmens musik, av Manfred Hübler och Siegfried Schwab har getts ut på LP och CD.

## Handling
Filmen handlar om en ung amerikansk advokat (Strömberg) som arbetar i Istanbul, där hon träffar den vackra grevinnan Carody (Miranda).

## Rollista
- Soledad Miranda - Nadine Carody
- Ewa Strömberg - Linda Westinghouse
- Dennis Price - Dr. Seward
- Paul Muller - Dr. Steiner
- Heidrun Kussin - Agra
- Michael Berling
- Jess Franco
- José Martinez Blanco